# إليزابيث توماس (شاعرة)
إليزابيث توماس (بالإنجليزية: Elizabeth Thomas) (1770 - 1855)؛ كاتِبة، شاعرة وروائية بريطانية.